# Steven Holcomb
Steven Holcomb (Park City, 14 de abril de 1980 – Lake Placid, 6 de maio de 2017) foi um piloto de bobsled estadunidense. Nos Jogos Olímpicos de Inverno de 2010 conquistou a medalha de ouro por equipes, em Vancouver.
Em 6 de maio de 2017, ele foi encontrado morto em seu quarto no Centro Olímpico de Treinamento em Lake Placid, Nova Iorque. Ele tinha 37 anos.